# Südostasienspiele 1975/Badminton – Damenteam
Titelträger im Badminton wurden bei den Südostasienspielen 1975 in Bangkok in fünf Einzel- und zwei Mannschaftsdisziplinen ermittelt. Folgend die Ergebnisse im Damenteam. Der Wettbewerb fand vom 10. bis zum 11. Dezember 1975 statt.

## Zeitplan
| Datum        | Zeit  | Event               |
| ------------ | ----- | ------------------- |
| 10. Dezember | 09:00 | Singapur – Thailand |
| 10. Dezember | 18:00 | Singapur – Malaysia |
| 11. Dezember | 18:00 | Thailand – Malaysia |

## Endstand
| Platz | Team     | Pld | W | L | MF | MA | MD | GF | GA | GD  | PF  | PA  | PD   | Pts | Ergebnis |
| ----- | -------- | --- | - | - | -- | -- | -- | -- | -- | --- | --- | --- | ---- | --- | -------- |
| 1     | Malaysia | 2   | 2 | 0 | 6  | 0  | +6 | 10 | 7  | +3  | 163 | 77  | +86  | 2   | Gold     |
| 2     | Thailand | 2   | 1 | 1 | 3  | 3  | 0  | 7  | 6  | +1  | 132 | 108 | +24  | 1   | Silber   |
| 3     | Singapur | 2   | 0 | 2 | 0  | 6  | −6 | 1  | 13 | −12 | 69  | 171 | −102 | 0   | Bronze   |